# گونتر پفاف
گونتر پفاف (انگلیسی: Günther Pfaff; ۱۲ اوت ۱۹۳۹ – ۱۰ نوامبر ۲۰۲۰) قایقران کایاک اهل اتریش بود.